# Abbaye Sainte-Marie-de-la-Résurrection d'Abou Gosh
L’abbaye Sainte-Marie-de-la-Résurrection est un monastère mixte (moines et moniales) bénédictins sis au centre du village d’Abou Gosh, une localité se trouvant dans les monts de Judée, à l’ouest de Jérusalem (Israël). Fondée en 1900 pour redonner vie à une ancienne église construite par les croisés qui identifiaient Abou Gosh avec l’Emmaüs de la Bible, elle abrite aujourd’hui une communauté monastique bénédictine de tradition olivétaine. L’abbaye fait partie du domaine national français en Terre sainte.

## Histoire

### Origine et fondation
Des fouilles archéologiques ont relevé à Abou Gosh une présence humaine très ancienne, remontant sans doute à l’époque néolithique (6 000 ans avant Jésus Christ). Le site est mentionné dans la Bible comme ville frontière entre les tribus de Juda et Benjamin (le « Kyriat Baala » de Jos. 15:9-10). Les Romains y ont laissé des traces (des bassins d’eau).
En 1143 les croisés, et plus précisément l’ordre de Saint-Jean de Jérusalem, identifient le lieu comme étant l’Emmaüs biblique « à deux heures de marche de Jérusalem » (Lc 24:13) et y construisent une église sur les fondations du réservoir romain. Abandonnée après la chute du royaume de Jérusalem en 1187, l’église est utilisée sans doute comme étable ou grange par les villageois.

### Histoire récente
En 1873, le site et l'église sont confiés à la France par l’Empire ottoman. En 1900, un monastère est construit par les moines bénédictins de l’abbaye de Belloc qui y sont présents jusqu’en 1953. Ils laissent la place aux pères lazaristes.
Les bénédictins réinvestissent les lieux en 1976 : trois moines de l’abbaye du Bec-Hellouin (de la congrégation du Mont-Olivet) restaurent la vie monastique. Ils sont suivis l’année suivante de trois moniales en provenance également de Bec-Hellouin.
La communauté est atypique. Elle est mixte : moines et moniales se retrouvent ensemble pour l’office divin, même si vivant en deux communautés voisines mais distinctes. L’abbaye se veut présence monastique ouverte sur le monde ambiant, particulièrement le village musulman d’Abou Gosh au cœur duquel la communauté réside.
En 1999, le monastère est canoniquement érigé en abbaye autonome, et de 2005 à sa mort, le 6 juillet 2019, le père Charles Galichet en est l’abbé. C’est père Louis-Marie Coudray qui lui a succédé.
L’ancienne église des croisés est l’église abbatiale de la communauté.
Au début des années 2000, la France a entrepris la restauration des fresques, la réparation de la toiture et d'un des murs de l'enceinte.

## Architecture

### Église des croisés
L’ancienne église des croisés, qui est l’église abbatiale de la communauté monastique, date du XIIe siècle dans ses parties les plus anciennes. De style roman, elle a l’aspect habituel, sobre et solide, des églises construites durant le temps des croisades. Ses trois nefs sont de dimension égale, chacune se termine en une abside. La moitié orientale de l’église (tournée vers Jérusalem) est décorée de fresques murales.
Les fresques fort endommagées par la nature et semble-t-il par des dégradations délibérées iconoclastes (les visages ont été presque tous supprimés) ont été réalisées par un artiste de l'époque byzantine entre 1150 et 1175.
La crypte a deux niveaux. Le niveau inférieur est construit autour du bassin recueillant l’eau de la source se trouvant sous la dernière marche de l’escalier remontant de la crypte dans l’église. Au niveau supérieur se trouve la salle du chapitre de la communauté.

#### La crypte
L'espace de la crypte est assez grand, avec plusieurs autels et coins de prière séparés. Le plafond du bâtiment est constitué d'une voûte en croix et ses arches reposent sur des colonnes massives. L'épaisseur des murs atteint jusqu'à trois mètres et demi à certains endroits. Sur le côté ouest de la crypte se trouve le bassin de source sous l'église, et il y a des pièces de monnaie jetées dedans. Un certain nombre d'escaliers mènent de la piscine à l'espace de la crypte qui l'entoure, ainsi qu'à la salle de l'église elle-même.

## Le jardin Aron-Jean-Marie Lustiger
Au mois d'octobre 2013, est inauguré dans les jardins de l'abbaye le mémorial du cardinal Jean-Marie Lustiger, dû à l'initiative du Conseil représentatif des institutions juives de France, en présence de son président Richard Prasquier, qui exprime la « volonté des juifs d’honorer le cardinal », du grand-rabbin René-Samuel Sirat et du cardinal André Vingt-Trois.

## Galerie

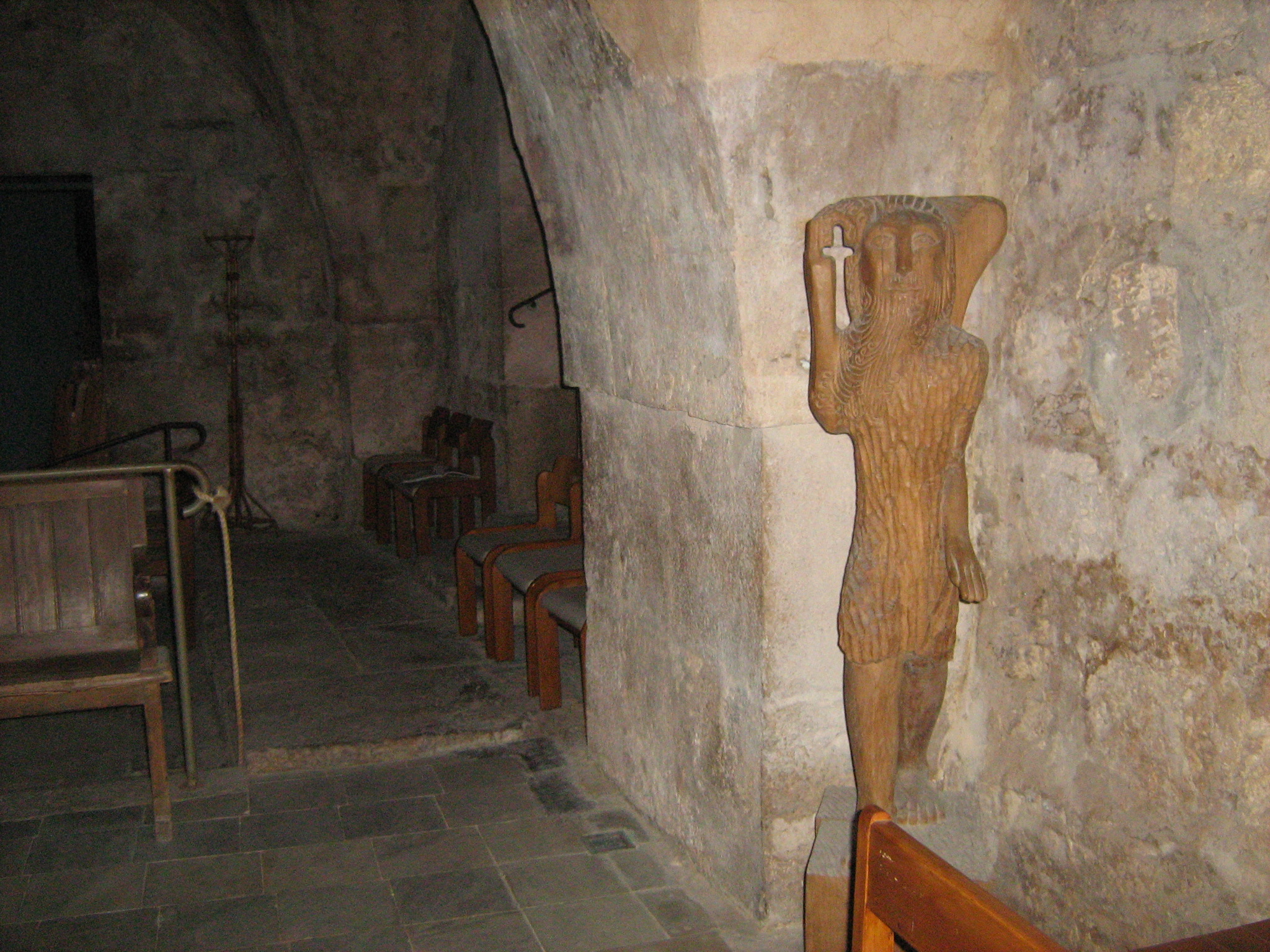
La crypte.
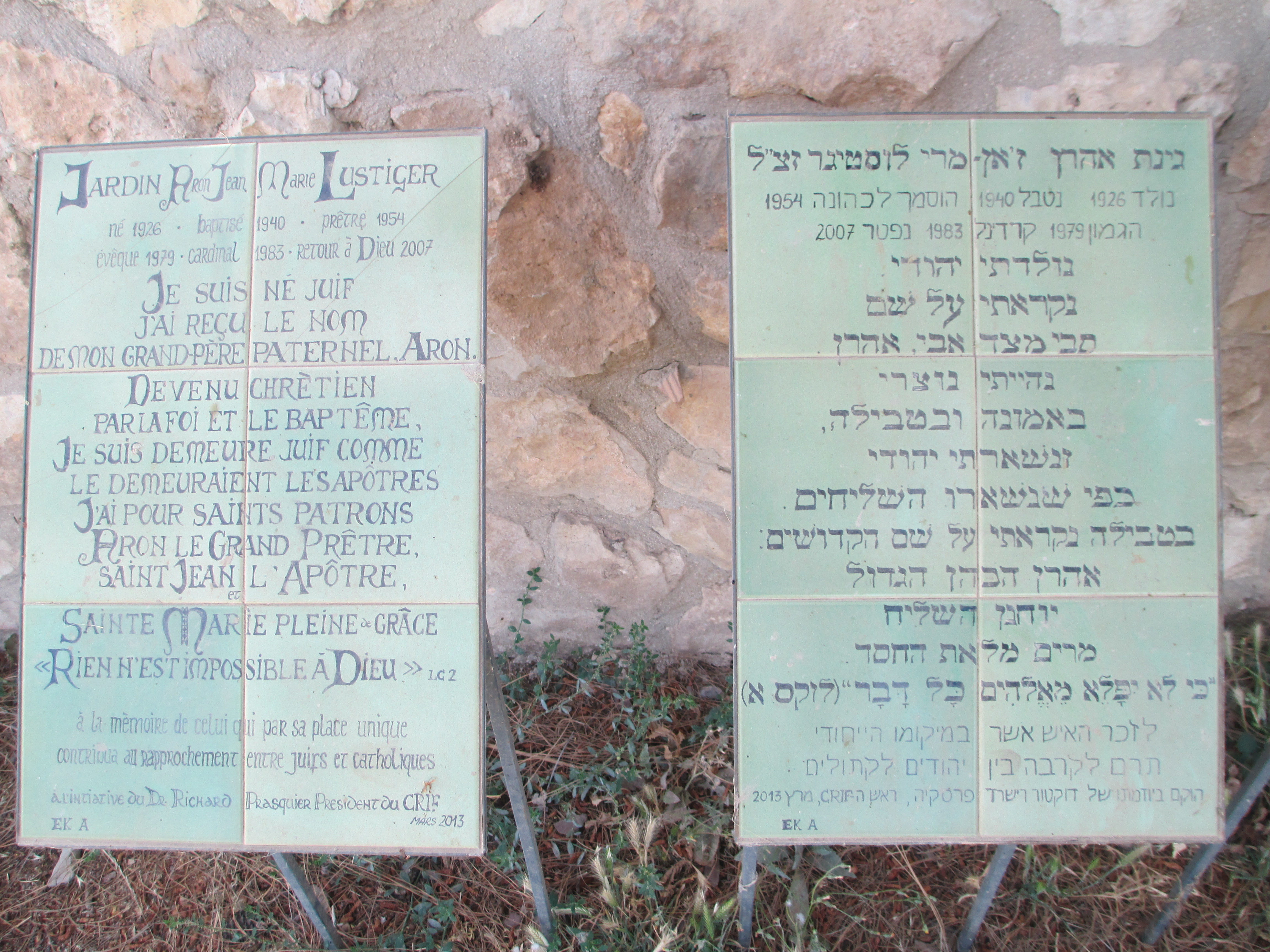
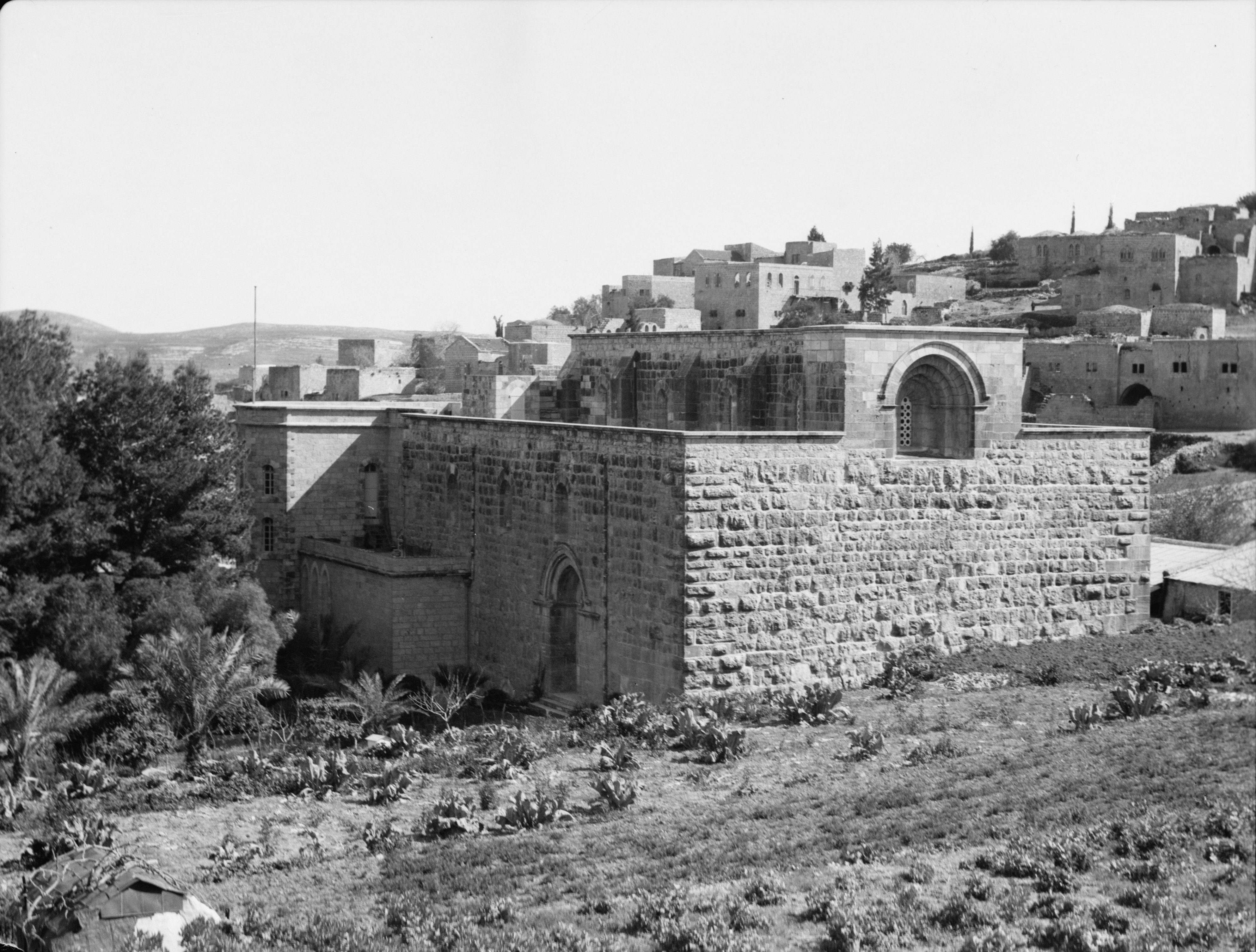
Église des croisés.
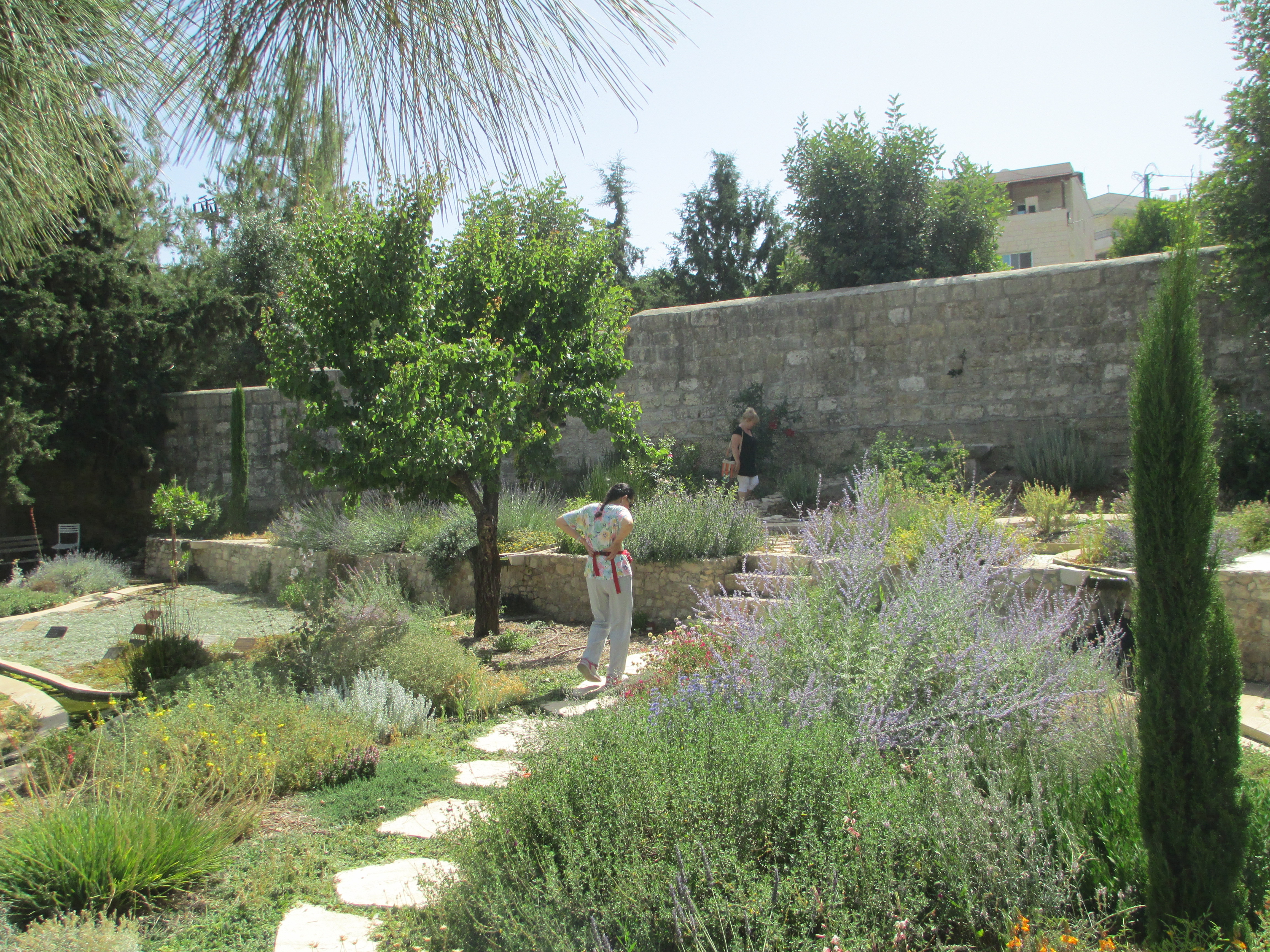